# Unidad 7 Policía Judicial, 13:35 horas
Unidad 7 policía judicial, 13:35 horas es el título del tercer episodio de la primera temporada de la serie española Cuenta atrás. Fue estrenado en la cadena  Cuatro el 15 de mayo de 2007. El episodio registró una audiencia de 2.344.000 espectadores con un share del 16,0%.

## Sinopsis
Una mujer, emocionalmente derrumbada, sale de una de las salas de la Unidad 7 de la Policía Jucicial para entrar de nuevo con una pistola que coge de un escritorio. Rocío (Teresa Hurtado de Ory) entra a los pocos segundos llevando bocadillos y agua en una bandeja. Un disparo se escucha al poco de cerrarse la puerta detrás de ella.

### 1 hora y 40 minutos antes
La Unidad de Corso (Dani Martín) se moviliza delante de un colegio en cuya biblioteca está teniendo lugar un secuestro. Dentro, el autor agrede a Mariano (Paco Obregón), el director del centro tras pillarle hablando con su teléfono móvil con el exterior. Tras un intento fallido de contactar con el secuestrador, Corso urde un plan para tomar una imagen de él. Una docente le reconoce como Raúl Cotoval (Luis Callejo), un antiguo profesor de Educación Física con un pasado como delincuente juvenil, despedido por una acusación de abusos sexuales a una alumna y que se dio a la fuga esa misma mañana aprovechando un permiso para salir de prisión preventiva a velar el cadáver de su hermana.
Corso consigue finalmente contactar con el secuestrador, quien se niega a colaborar. Tras encararse con el director, Raúl se deshace de todos los teléfonos móviles de los alumnos que tiene como rehenes arrojándolos por la ventana, quedando un aparato en la biblioteca. Cuando Requena (Mariano Llorente) hace acto de presencia con un negociador, reprende a Corso por hablar con el secuestrador sin esperarle.
Los padres de Laura (Ariadna Castellano), la niña víctima de abusos sexuales llegan al lugar cuando la policía está aún identificando a los posibles rehenes. Estos, hablando con Corso y su Unidad le cuentan cómo la actitud de su hija cambió radicalmente, llegando a dejar de querer jugar al baloncesto, su gran pasión. Confirmado que Laura está entre los rehenes junto al director y otros 16 alumnos, el negociador contacta con Raúl, quien no quiere hablar con alguien que no sea Corso. El secuestrador pierde los estribos hablando con el jefe de la Unidad 7, negando las acusaciones de abusos sexuales. Tras una nueva discusión de Corso con Requena, la teoría de una venganza personal de Raúl contra su supuesta víctima se viene abajo cuando Laura se convierte en la primera rehén en ser soltada por su secuestrador.
Hablando con Pilar, una antigua compañera de piso de Raúl, Mario (Álex González) y  Rocío descubren que este abandonó su vida delictiva para ayudar a su hermana a dejar las drogas, adicción que ella retomó cuando su hermano ingresó en prisión, llevándole a la muerte por sobredosis. Pilar está convencida de que Raúl fue acusado injustamente y pide que encuentren al verdadero cupable de los abusos a la menor. Tras comprobar que Laura no ha sufrido abusos recientemente, Corso convence a sus padres para que le dejen hablar con ella, a fin de conocer las condiciones del secuestro. La chica declara que Raúl tomó la biblioteca a punta de pistola tras discutir con Mariano y sin saber en un principio que ella se encontraba en la sala.
Corso vuelve a hablar con el secuestrador sin éxito, lo que le lleva a otra discusión con Requena. Tras descubrir que Raúl supo que fue el director quien puso la denuncia contra él y concluir que este es el objeto del secuestro, el equipo de la Unidad 7 comienza a plantearse la posibilidad de su inocencia. Corso se ofrece a colarse en la biblioteca para hablar cara a cara con el secuestrador e intercambiarse por un rehén, ante la oposición de Requena. Dentro, Raúl le confía sus sospechas sobre Mariano, fundadas desde la primera vez que Laura de habló de los abusos que sufría y a quien acusa de utilizarle como chivo expiatorio dada la amistad de este con los padres de la chica.
En casa de Laura, sus padres descubren que la chica se ha escapado y hablan con Mario para que les ayude a encontrarla. Mientras, Corso convence a Raúl para que suelte a los rehenes más jóvenes a cambio de investigar a Mariano. El secuestrador presiona al director para que reconozca los abusos, ante las insistentes negativas de este. Mario obtiene información sobre Mariano, que Corso intercambia a cambio de soltar al resto de los niños: el director del centro fue despedido hace más de 20 años de otro colegio por conducta indecorosa. Tras resistirse a hablar de lo ocurrido entonces, Mariano confiesa que la causa de su despido fue su relación homosexual con otro profesor. Raúl le cree y termina soltándole, terminando así el secuestro. En el exterior del edificio, la policía descubre la presencia de Laura, quien parece muy afectada tras la detención de su antiguo entrenador.
Dentro de las dependencias policiales, Corso explica a Raúl que aunque se demuestre su inocencia se enfrenta a una condena por el secuestro antes de pedir de nuevo hablar con Laura para descubrir la causa de que dejara de jugar al baloncesto. En otra sala, Isabel (Yolanda Arestegui), la madre de la chica, mantiene una conversación con su marido, cada vez más inquieto, sobre la causa por la que el policía esté interrogando a su hija. Tanto Corso como Isabel llegan a la conclusión, cada uno por su cuenta, que Eduardo (Aníbal Soto), el padre de Laura es quien ha estado abusando de su hija y quien le presionó para que acusara a Raúl. Ella se enfrenta a su marido, quien finalmente confiesa la verdad; desolada, sale de la habitación, sin pensar en lo que va a hacer a continuación.

### Fin de la cuenta atrás
Isabel entra de nuevo en la sala, apuntando a su esposo con la pistola que ha cogido del escritorio. Eduardo le arrebata el arma al mismo tiempo que Rocío entra con una bandeja de bocadillos. La subinspectora de policía no puede evitar cómo este se pega un tiro con el cañón metido en la boca y saca de la habitación a una desconsolada Isabel.